# Conchy-les-Pots
Conchy-les-Pots és un municipi francès, situat al departament de l'Oise i a la regió dels Alts de França. L'any 2007 tenia 622 habitants.

## Demografia

### Població
El 2007 la població de fet de Conchy-les-Pots era de 622 persones. Hi havia 233 famílies de les quals 49 eren unipersonals (33 homes vivint sols i 16 dones vivint soles), 74 parelles sense fills, 94 parelles amb fills i 16 famílies monoparentals amb fills.
La població ha evolucionat segons el següent gràfic:
Habitants censats

### Habitatges
El 2007 hi havia 270 habitatges, 229 eren l'habitatge principal de la família, 20 eren segones residències i 22 estaven desocupats. 260 eren cases i 5 eren apartaments. Dels 229 habitatges principals, 202 estaven ocupats pels seus propietaris, 25 estaven llogats i ocupats pels llogaters i 2 estaven cedits a títol gratuït; 3 tenien una cambra, 6 en tenien dues, 24 en tenien tres, 59 en tenien quatre i 137 en tenien cinc o més. 165 habitatges disposaven pel capbaix d'una plaça de pàrquing. A 97 habitatges hi havia un automòbil i a 113 n'hi havia dos o més.

### Piràmide de població
La piràmide de població per edats i sexe el 2009 era:
| Homes | Edats   | Dones |
| ----- | ------- | ----- |
| 0     | 95 o +  | 0     |
| 4     | 90 a 94 | 4     |
| 8     | 85 a 89 | 4     |
| 4     | 80 a 84 | 0     |
| 0     | 75 a 79 | 4     |
| 8     | 70 a 74 | 20    |
| 24    | 65 a 69 | 20    |
| 4     | 60 a 64 | 16    |
| 20    | 55 a 59 | 8     |
| 8     | 50 a 54 | 12    |
| 16    | 45 a 49 | 16    |
| 24    | 40 a 44 | 12    |
| 36    | 35 a 39 | 36    |
| 12    | 30 a 34 | 12    |
| 24    | 25 a 29 | 16    |
| 4     | 20 a 24 | 8     |
| 8     | 15 a 19 | 8     |
| 32    | 10 a 14 | 20    |
| 36    | 5 a 9   | 16    |
| 8     | 0 a 4   | 8     |

## Economia
El 2007 la població en edat de treballar era de 400 persones, 315 eren actives i 85 eren inactives. De les 315 persones actives 281 estaven ocupades (159 homes i 122 dones) i 33 estaven aturades (15 homes i 18 dones). De les 85 persones inactives 25 estaven jubilades, 29 estaven estudiant i 31 estaven classificades com a «altres inactius».

### Ingressos
El 2009 a Conchy-les-Pots hi havia 219 unitats fiscals que integraven 593 persones, la mediana anual d'ingressos fiscals per persona era de 17.271 €.

### Activitats econòmiques
Dels 17 establiments que hi havia el 2007, 1 era d'una empresa alimentària, 1 d'una empresa de fabricació d'altres productes industrials, 4 d'empreses de construcció, 2 d'empreses de comerç i reparació d'automòbils, 2 d'empreses de transport, 1 d'una empresa d'hostatgeria i restauració, 1 d'una empresa de serveis, 2 d'entitats de l'administració pública i 3 d'empreses classificades com a «altres activitats de serveis».
Dels 6 establiments de servei als particulars que hi havia el 2009, 1 era un taller de reparació d'automòbils i de material agrícola, 1 paleta, 1 guixaire pintor, 1 lampisteria, 1 electricista i 1 restaurant.
L'únic establiment comercial que hi havia el 2009 era una fleca.
L'any 2000 a Conchy-les-Pots hi havia 14 explotacions agrícoles que ocupaven un total de 1.089 hectàrees.

## Equipaments sanitaris i escolars
L'únic equipament sanitari que hi havia el 2009 era una farmàcia.
El 2009 hi havia una escola elemental integrada dins d'un grup escolar amb les comunes properes formant una escola dispersa.

## Poblacions més properes
El següent diagrama mostra les poblacions més properes.